# ФК Црвенка
ФК Црвенка је српски фудбалски клуб из Црвенке. Боје су црвена и бела. Основана је 1919. године, а од 1962. носи тренутни назив. Тренутно се такмичи у ПФЛ Сомбор, петом такмичарском нивоу српског фудбала.

## Историја
Клуб је основан 1919. године и радио је до 1945. под именом „Црвеначки спортски клуб“ затим од 1945. до 1958. носио име ФК „Спартак“ и такмичио се у подсавезу. ФК "Спартак" је на својој редовној скупштини фебруара 1958. године извршио измену назива клуба у ФК "Црвенка". Четири године касније 1962. два црвеначка фудбалска клуба ФК "Црвенка" и ФК „Јединство“ (регистрован у савез 24. августа 1957. године) фузионишу се у један клуб имена ФК „Црвенка“. У фудбалској сезони 1962/63. такмичи се у сомборском подсавезу, осваја прво место и улази у Српску лигу „Север“.
У пролеће 1941. године Црвеначки СК заједно са Оџачким СК као и са СК из Српског Милетића иступа из Југословенског Ногометног Савеза и приступа лиги Немачких тимова. Те године су сви њихови резултати обрисани из Југословенске лиге и они нису жребани за пролеће.
Од 1966. игра у Другој савезној лиги, већ у сезони 1969/70. Црвенка је дељењем првог места са Осијеком (42 бода) у Другој лиги - „Север“ стекла право на квалификације за улазак у Прву савезну лигу. У првом двомечу квалификација после пенала 4:3 пролази Ријеку. У првом мечу, у Ријеци, утакмица је завршена најнепопуларнијим резултатом, друга утакмица у Црвенки је завршена 2:2 после које ће уследити извођење једанаестераца, и пролазак домаћих у наредно коло квалификација где их чека Слога из Краљева. У првом мечу Црвенка побеђује као домаћин госте из Краљева 3:0, у другом мечу Црвенчани губе 3:1 и због гола у гостима пласира се у Прву лигу Југославије. У Првој лиги је провела само једну сезону, 1970/71., када је заузела последње 18. место и већ након једне сезоне испала у нижи ранг. Црвенка је 1971. била представник Југославије у Балканском купу, где је у својој групи заузела друго место. У сезони 1977/78 испада из друге лиге и ту се враћа тек деведесетих када убрзо испада поново у трећу лигу. После је играла у трећем рангу све до 2007. године, када испада из Српске лиге - „Север“ у зонашко такмичење, из кога испада у сезони 2008/09. Три наредне сезоне Црвенка се такмичила у Сомборској подручној лиги, до сезоне 2011/12., када је освојила прво место и тако се вратила у Војвођанску лигу Запад.
Играчи који су наступали у Првој Лиги Југославије 1970/71. (име и презиме, број утакмица/голова у сезони): Слободан Јованић 33/3, Милорад Баста 32/5, Јовица Бешлин 32/4, Анте Бачић 31/2, Ратко Свилар 31, Милош Остојић 28/2, Момчило Јововић 27/2, Живица Каначки 26/3, Драган Лечић 26/1, Илић 26, Милан Живадиновић 23/2, Петар Миловановић 17, Јарослав Шанта 16, Рудолф Гргић 14, Новак Чабаркапа 12/2, Радивоје Божичић 12/1, Драган Будовачки 11/1, Блескањ 8, Виктор Савић 7, Рифат Анзуловић 6, Голубовић 3, Б. Јововић 1, Борислав Пастор 1.

## Стадион
На пролеће 1962. године је отворен данашњи стадион у Црвенки. Од оснивања фудбалског клуба у Црвенки, стадион није имао званично име. После нешто више од девет деценија стадион је средином марта 2010. године назван стадион "Милорад Џомба". Изврсни одбор фудбалског клуба "Црвенка" је једногласно одлучио да стадион назове по познатом привреднику, дугогодишњем директору Фабрике шећера и спортском раднику из седамдесетих година прошлог века. Прва званична утакмица одиграна на стадиону који носи ново име била је 21. марта 2010. године када је у Црвенки у оквиру 17. кола Подручне лиге Сомбор гостовала екипа Радничког из Раткова (1:0). Утакмица са Ратковчанима протекла је у свечарском карактеру. Ћерка покојног Милорада Џомбе, Биљана Проданић, примила је повељу од стране Анта Мараса, председника ФК "Црвенка" која је постхумно додељена њеном оцу по коме ће стадион носити име.

## Познати бивши играчи
- Ратко Свилар
- Петар Миловановић
- Милорад Баста
- Драган Лечић
- Звонко Варга
- Момчило Јововић
- Анте Бачић
- Слободан Јованић
- Јарослав Санта
- Јовица Беслин
- Рудолф Гргић
- Новак Чабаркапа
- Милош Остојић
- Васа Пушибрк
- Тибор Фехер
- Радивоје Божичић
- Саво Марић
- Tуркић Mиленко

## Познати бивши тренери
- Александар Петровић — Пикавац